# Zeitschrift der Gesellschaft für Schleswig-Holsteinische Geschichte

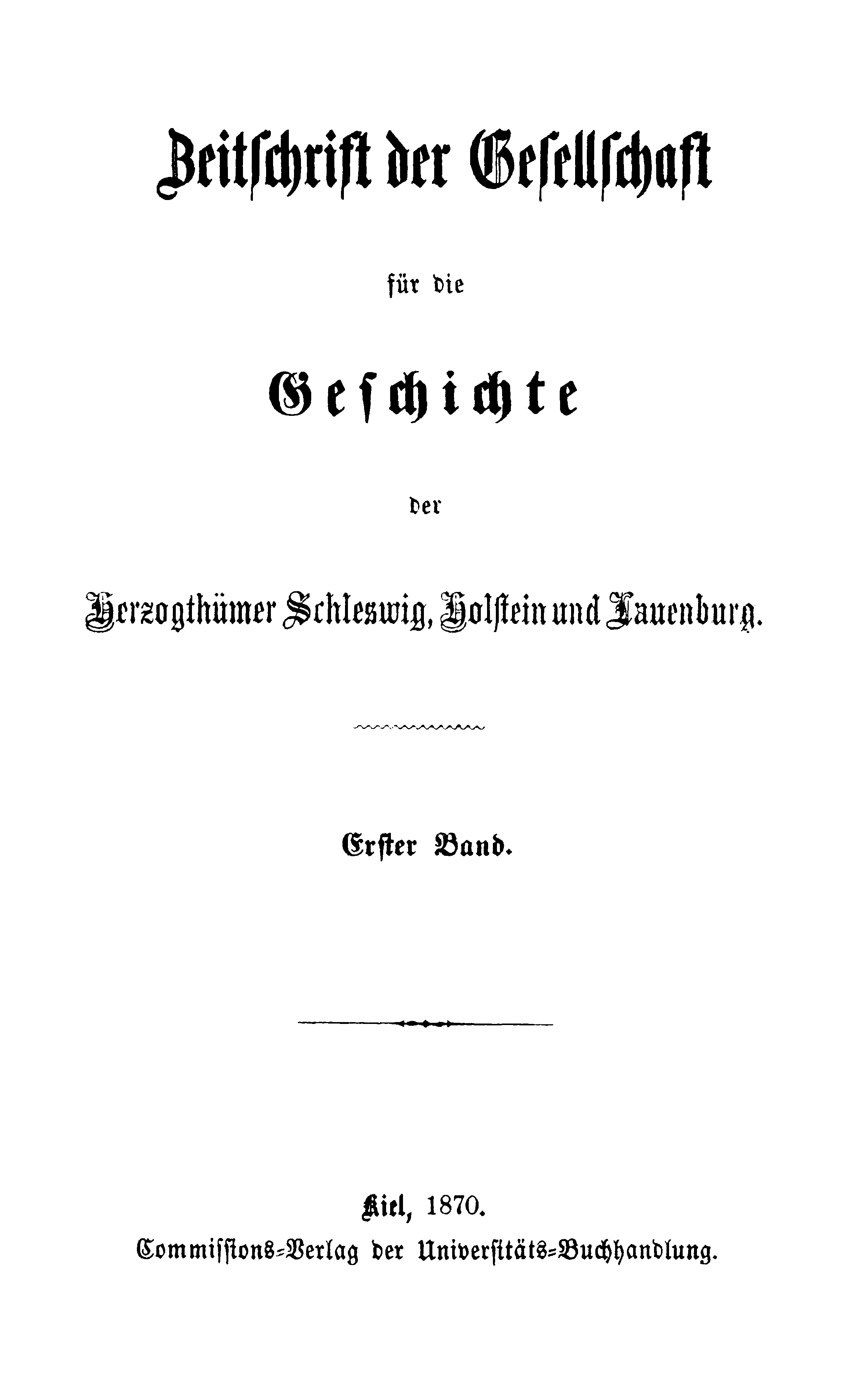
Titel des ersten Bandes 1870

Die Zeitschrift der Gesellschaft für Schleswig-Holsteinische Geschichte (abgekürzt ZSHG) ist eine 1870 gegründete Fachzeitschrift für die Geschichtswissenschaft, die sich den aktuellen Forschungen zur Geschichte Schleswig-Holsteins und benachbarter Regionen widmet. Die Zeitschrift hat einen umfangreichen Besprechungsteil, der aktuelle landes- und regionalgeschichtliche Veröffentlichungen in Rezensionen bespricht. Seit 2006 wird die Zeitschrift von Detlev Kraack herausgegeben.

## Geschichte
Die ersten vier Bände bis 1873 wurden von der Schleswig-Holstein-Lauenburgische Gesellschaft für Vaterländische Geschichte unter dem Titel Zeitschrift der Gesellschaft für die Geschichte der Herzogthümer Schleswig, Holstein und Lauenburg herausgegeben. Die nachfolgenden 23 Bände wurden von der umbenannten Gesellschaft für Schleswig-Holstein-Lauenburgische Geschichte unter dem Titel Zeitschrift der Gesellschaft für Schleswig-Holstein-Lauenburgische Geschichte herausgegeben. Mit dem 28. Band im Jahre 1898 gab die Gesellschaft für Schleswig-Holsteinische Geschichte die Zeitschrift unter dem aktuellen Titel heraus. Sie erscheint jährlich, bis Band 139 (2014) im Wachholtz Verlag, mit Band 140 (2015) im Matthiesen Verlag.
Herausgeber der Zeitschrift waren Volquart Pauls (Band 68–74/75, 1940–1951), Olaf Klose (Band 76–101, 1952–1976), Wolfgang Prange (Band 102/103–115, 1977/78–1990), Manfred Jessen-Klingenberg (Band 116–120, 1991–1995), Jürgen Hartwig (Band 121, 1996), Henning Unverhau (Band 124–130, 1999–2005), Detlev Kraack (ab Band 131, 2006).